# Tinseltown Rebellion
Tinseltown Rebellion – album Franka Zappy będący kompilacją nagrań koncertowych jak i studyjnych.

## Lista utworów
1. "Fine Girl" – 3:31
2. "Easy Meat" – 9:19
3. "For the Young Sophisticate" – 2:48
4. "Love of My Life" – 2:15
5. "I Ain't Got No Heart" – 1:59
6. "Panty Rap" – 4:35
7. "Tell Me You Love Me" – 2:07
8. "Now You See It - Now You Don't" – 4:54
9. "Dance Contest" – 2:58
10. "The Blue Light" – 5:27
11. "Tinseltown Rebellion" – 4:35
12. "Pick Me, I'm Clean" – 5:07
13. "Bamboozled by Love" – 5:46
14. "Brown Shoes Don't Make It" – 7:14
15. "Peaches III" – 5:01

## Pochodzenie nagrań
1. "Fine Girl" – utwór studyjny;
2. "Easy Meat" – pochodzi z koncertu w Tower Theater w Filadelfii, natomiast gitarowe solo zostało wycięte z koncertu w Santa Monica;
3. "For the Young Sophisticate", "Bamboozled by Love", "Brown Shoes Don't Make It", "Peaches III" – koncert w Odeon Hammersmith, Londyn;
4. "Love of My Life", "I Ain't Got No Heart", "Panty Rap", "Tell Me You Love Me" – występ w Berkeley Community Theater;
5. "Now You See It, Now You Don't" – zapis z Carbondale, Illinois;
6. "Dance Contest" – Palladium, Nowy Jork;
7. "The Blue Light" – koncert w Berkeley a w niektórych fragmentach w Santa Monica;
8. "Pick Me I'm Clean" – występ w Berkeley, jednakże gitarowe solo pochodzi z koncertu w Dallas.
9. Utwór "Peaches III" to trzecia odsłona "Peaches en Regalia" z albumu Hot Rats.

## Twórcy
- Arthur Barrow – gitara basowa, śpiew
- Vinnie Colaiuta – perkusja
- Warren Cuccurullo – gitara rytmiczna, śpiew
- Jo Hansch – mastering
- Bob Harris – keyboard, trąbka, śpiew
- David Logeman – perkusja ("Fine Girl" i pierwsza część "Easy Meat")
- Ed Mann – perkusja
- Tommy Mars – keyboard, śpiew
- Patrick O'Hearn – gitara basowa ("Dance Contest")
- Steve Vai – gitara rytmiczna, śpiew
- Denny Walley – slide guitar, śpiew
- Ray White – gitara rytmiczna, śpiew
- Ike Willis – gitara rytmiczna, śpiew
- Peter Wolf – instrumenty klawiszowe
- Frank Zappa – gitara prowadząca, śpiew, producent

## Pozycje na listach
Album - Billboard
| Rok  | Lista      | Pozycja |
| ---- | ---------- | ------- |
| 1981 | Pop Albums | 66      |